# Đa dạng hóa sản phẩm
Đa dạng hóa sản phẩm là quá trình phát triển cải biến, sáng tạo ra nhiều loại sản phẩm từ những sản phẩm truyền thống sẵn có, đồng thời cải biến và nhập ngoại nhiều loại sản phẩm cùng loại, phong phú về chủng loại và mẫu mã từ những sản phẩm thô đến sản phẩm qua chế biến.Đây là một trong những phương thức căn bản để nâng cao sức cạnh tranh trên thị trường.

## Khởi nguyên
Nhiều nhà sản xuất đã tìm cách đa dạng hóa sản phẩm, song trong đó có công lớn của Ohno Talichi, một kỹ sư của hãng Toyota. Ông nhận ra rằng sản xuất hàng loạt kiểu Hoa Kỳ là sai lầm và tìm cách cải tiến. Các cải tiến của ông bắt đầu tư năm 1950 chỉ từ việc nỗ lực cải tiến một hệ thống ròng rọc và đòn bẩy. Việc cải tiến này đã làm rút ngắn thời giạn để thay đổi khuôn thiết bị từ một ngày xuống còn 3 phút. Cải tiến này cho phép sản xuất nhỏ để đa dạng hóa sản phẩm. Tuy nhiên, việc này đã làm ông mất 21 năm (từ 1950 đến 1971) để thành công.

## Các loại đa dạng hóa sản phẩm
Đa dạng hóa được chia làm ba loại: 
- Đa dạng hóa hàng dọc.
- Đa dạng hóa hàng ngang.
- Đa dạng hóa đồng tâm.

## Đa dạng hóa đồng tâm
Là bổ sung các sản phẩm dịch vụ mới có liên quan.
Các trường hợp sử dụng
- Cạnh tranh trong ngành không phát triển hay phát triển chậm. Chẳng hạn như sản phẩm bánh mặn của AFC của Kinh Đô, đầu tiên chỉ có một loại sản phẩm bánh mặn, sau đó thấy tốc độ tiêu thụ tốt và cạnh tranh không mạnh đã phát triển ra rất nhiều các sản phẩm cùng loại. Đây chính là đa dạng hóa đồng tâm.
- Khi bổ sung sản phẩm dịch vụ mới có liên quan đến các sản phẩm đang kinh doanh sẽ nâng cao được doanh số bán của sản phẩm hiện tại.
- Khi sản phẩm dịch vụ mới được bán với giá cạnh tranh hơn
- Khi sản phẩm mới có thể cân bằng sự lên xuống trong doanh thu của doanh nghiệp
- Khi sản phẩm dịch vụ hiện tại của doanh nghiệp đang trong giai đoạn suy thoái.Ví dụ: các sản phẩm điện thoại di động, liên tục các sản phẩm mới ra đời với nhiều ứng dụng và hợp thời trang hơn sản phẩm cũ.
- Khi doanh nghiệp có đội ngũ quản trị mạnh.Ví dụ: Với sản phẩm Surf của Unilever: đây là một phần chiến lược đa dạng hóa của Unilever. Sản phẩm này làm tăng hình ảnh về sản phẩm chất lượng đối với OMO là sản phẩm bột giặt chủ đạo của Unilever. Từ đấy sẽ làm tăng doanh thu cho sản phẩm bột giặt OMO. Mặt khác, nó hướng tới đối tượng khách hàng là những người có thu nhập trung bình và thấp, vừa làm tăng lợi nhuận vừa có thể cân bằng sự lên xuống của doanh thu do ảnh hưởng giá cả của người tiêu dùng.

## Đa dạng hóa hàng ngang
Là bổ sung các sản phẩm dịch vụ mới cho đối tượng khách hàng hiện tại của doanh nghiệp
Các trường hợp sử dụng:
- Doanh thu từ các sản phẩm dịch vụ hiện tại sẽ bị ảnh hưởng nếu bổ sung các sản phẩm dịch vụ không liên quan
- Kinh doanh trong ngành có tính cạnh tranh cao, hoặc không tăng trưởng
- Các kênh phân phối hiện tại được sử dụng để tung sản phẩm mới cho các khách hàng hiện tại
- Khi sản phẩm dịch vụ mới có mô hình kinh doanh không theo chu kỳ so với sản phẩm hiện tại.

## Đa dạng hóa hàng dọc (kết hợp)
Bổ sung thêm hoạt động kinh doanh mới không liên quan đến các hoạt động kinh doanh hiện tại của doanh nghiệp.
- Xây dựng lợi thế cạnh tranh
- Khác biệt hóa so với ĐTCT
- Kiểm soát các công nghệ bổ sung (trong cùng một lĩnh vực sản xuất nhưng liên quan đến các giai đoạn khác nhau của quy trình sản xuất)
- Cắt giảm chi phí sản xuất

## Đặc điểm
- Đa dạng hóa sản phẩm phải gắn liền với chuyên môn hóa.
- Đa dạng hóa sản phẩm dựa trên quan điểm hệ thống là phát triển toàn diện các ngành trên cơ sở tập trung hóa và chuyên môn hóa kết hợp với công nghệ hiện đại và công nghệ truyền thống.

## Ý nghĩa trongnông nghiệp
- Đáp ứng được nhu cầu về số lượng, chủng loại, phẩm chất ngày càng cao của xã hội.
- Khai thác đầy đủ và hợp lý các nguồn lực trong nông nghiệp.
- Thúc đẩy sản xuất phát triển, tận dụng các sản phẩm phụ của ngành trồng trọt và chăn nuôi.
- Bảo vệ môi trường sinh thái.